# Laserbeschriftung

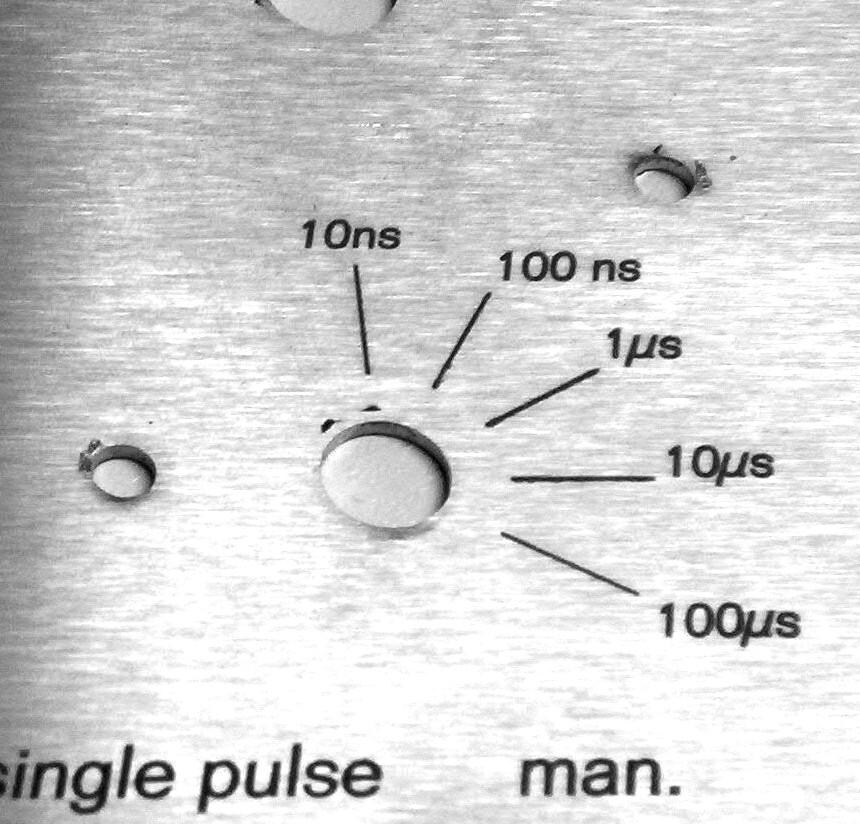
Mit einem Nd:YAG-Laser geschnittene und gravierte Frontplatte aus rostfreiem Stahl

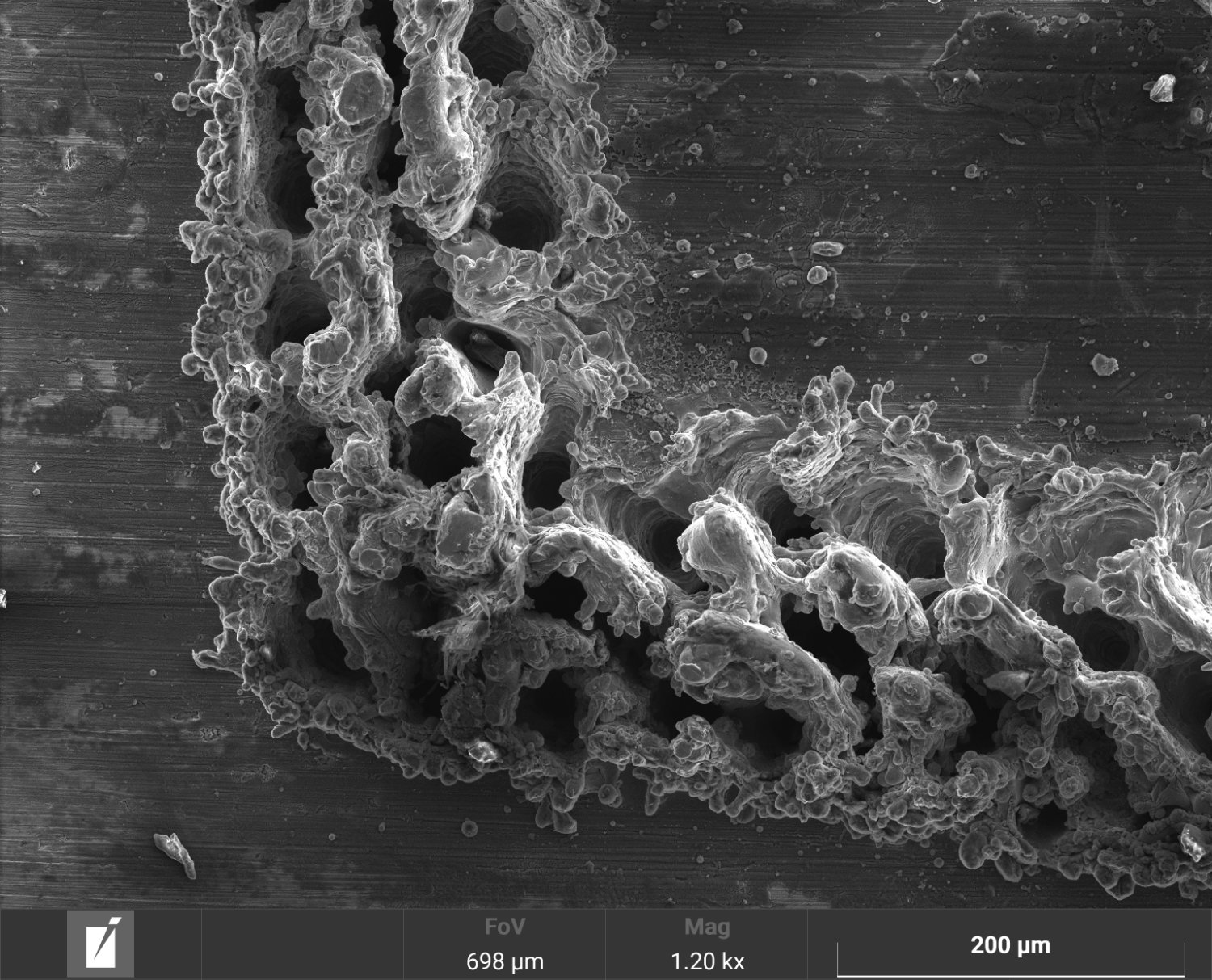
Eine Rasterelektronenmikroskopie von einer Laserbeschriftung auf Aluminium

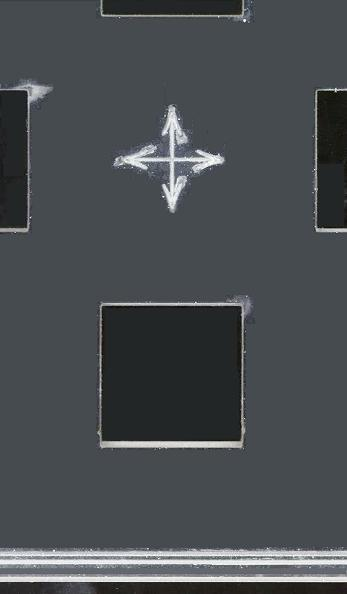
Mit einem Kohlenstoffdioxidlaser geschnittene und gravierte Plexiglasplatte (Dunkelfeldaufnahme)

Unter Laserbeschriftung versteht man das Beschriften oder Markieren von Objekten mit Hilfe eines intensiven Laserstrahls. Im Gegensatz zum Laserdruck, bei dem mit einem schwachen Laserstrahl nur der Pigmentauftrag auf dem bedruckten Material gesteuert wird, wird bei der Laserbeschriftung das beschriftete Material selbst verändert. Das Verfahren und der Energieeinsatz hängen daher vom Material ab. Laserbeschriftungen sind wasser- und wischfest und sehr dauerhaft. Sie können schnell, automatisiert und individuell erzeugt werden, weshalb das Verfahren gerne zur Nummerierung von Einzelteilen verwendet wird sowie als Sicherheitselement für persönliche Daten bei Debitkarten. Auch das Anbringen von sehr kleinen maschinenlesbaren Kennzeichnungen wie zum Beispiel dem QR-Code oder dem DataMatrix-Code direkt auf Produkten ist hiermit möglich.

## Prinzipien
Lasermarkierungen werden zur Kennzeichnung oder fortlaufenden Nummerierung von Einzelteilen verwendet. Neben der industriellen Anwendung – maschinenlesbare Barcodes, Aufdruck von Haltbarkeitsdaten, Tachometerscheiben oder Kennzeichnungen auf Tabletten – existieren verschiedene Kunstformen. Dreidimensionale Bilder im Inneren von Glas ist eine von ihnen. Im Gegensatz zum Laserdruck wird das beschriftete Material selbst verändert.

### Organische Materialien
Bei organischen Materialien wie Papier, Pappe, Holz oder Leder werden durch die lokale Aufheizung chemische Umwandlungsreaktionen ausgelöst, die sich in einer Farbänderung äußern. Das ist vergleichbar mit dem Setzen eines Brandzeichens. Bei den ebenfalls organischen Kunststoffen kann das zwar auch der Fall sein, häufig werden aber spezielle Kunststoffe eingesetzt. Diese enthalten oft Silikate oder Boride, um das Infrarot der Laserstrahlen besser zu absorbieren. Werden durch die Erhitzung gezielt Pigmente zerstört, findet ein Farbumschlag statt, wodurch die Beschriftung eine andere Farbe als der Grundstoff erhält.
Das erweitert das Spektrum der erzielbaren Farbvarianten. Ein Beispiel für dieses Verfahren sind Computertastaturen.
Mit dem Kohlendioxidlaser lassen sich auch Gravuren in PMMA einbringen. Dessen Strahlung wird von fast allen für Licht transparenten organischen Werkstoffen absorbiert. Lasergravuren in PMMA sind nicht verfärbt, sie bilden einen Kontrast lediglich aufgrund ihrer Lichtstreuung (raue Oberfläche). Sie können mittels Beleuchtung der Materialkante (vgl. Flutlicht) von innen beleuchtet werden, sodass ausschließlich die Gravuren in einer ansonsten transparenten Platte leuchten.
Zur besonders kontrastreichen Laserbeschriftung von PMMA  eignet sich lediglich Material in gegossener Qualität, kurz PMMA-„GS“ oder PMMA „Cast“.
Zur Beurteilung der inhalativen Exposition gegenüber möglichen flüchtigen Zersetzungsprodukten bei der Kunststoffbeschriftung kann die DGUV Information 213-729 der Deutschen Gesetzlichen Unfallversicherung angewendet werden.

### Farbabtrag
Eine weitere Variante der Laserbeschriftung ist der gezielte Farbabtrag von beschichteten Gegenständen, so dass die darunterliegende Farbe der Gegenstände hervortritt.
Der Farbabtrag wird seit Ende der 1980er Jahre u. a. im Automobilbau genutzt, um die Symbole von innen beleuchteter Bedienelemente zu fertigen. Zumeist werden transluzente Kunststoffe eingesetzt, die in der gewünschten Farbe lackiert werden. Mit dem Laserstrahl wird dann das gewünschte Symbol aus der Lackoberfläche „herausgebrannt“. Die Vorteile der Laserbeschriftung liegen in der sehr kurzen Vorbereitungszeit bei Änderungen der Symbolik und in der Robustheit der Beschriftung. Der Laser stellt dabei die rationellste und prozesssicherste Möglichkeit der Beschriftung dar.
Auch viele Verpackungen werden laserbeschriftet. So werden z. B. Chargennummern auf metallbeschichteten Papieretiketten eingebracht. Die Beschriftung erfolgt im Maskenprojektionsverfahren mit einem Schuss, sodass die auf einem Band geförderten Waren nicht angehalten werden müssen.
Eine weitere Variante ist das Gravieren eingefärbter Eloxalschichten auf Aluminium. Hier müssen die organischen Farbstoffe lediglich durch Erhitzen der Eloxalschicht pyrolysiert werden – die Eloxalschicht bleibt teilweise erhalten. Man setzt Kohlendioxidlaser ein, deren Strahlung im mittleren Infrarot von der Eloxalschicht unabhängig vom Farbstoff gut absorbiert wird.

### Anlaufbeschriftung

Laserbeschrifteter QR Code mit Laserinduziertem Beugungsgitter

Bei metallischen Oberflächen ist eine Anlaufbeschriftung möglich. Manche Metalle, die bis zu einer bestimmten Temperatur erhitzt werden, entwickeln durch Oxidationsprozesse auf der Oberfläche eine Schicht mit Farbwirkung. Bei Stahl ist das als Bläuen bekannt, an verchromten Auspuffrohren von Motorrädern ist der Effekt in den verschiedenen temperaturabhängigen Stadien gut zu beobachten. Ein ebensolcher Farbumschlag lässt sich auch durch die thermische Wirkung eines Lasers erzielen.

Auch beim Erhitzen mit dem Laser bis über den Schmelzpunkt (Umschmelzen) entstehen solche Anlauffarben. Voraussetzung ist immer, dass mit sauerstoffhaltigem Blasgas (z. B. Luft) graviert wird. Die Schriftfarbe ist meist braun.

### Laserinduzierte Beugungsgitter
Neben der Anlaufbeschriftung kann eine Farbwirkung auch durch laserinduzierte periodische Nanostrukturen generiert werden. Die Nanostrukturen fungieren in der Oberfläche als Beugungsgitter und erzeugen dadurch in Abhängigkeit vom Betrachtungswinkel eine unterschiedliche Farbwirkung.
Diese Strukturen werden mit linear polarisierten gepulsten Lasersystemen mit Pulsdauern im Piko- und Femtosekundenbereich erzeugt. Der Gitterabstand des Beugungsgitters entspricht der Wellenlänge der Laserstrahlung. Das Gitter bildet sich senkrecht zur Laserpolarisationsrichtung aus. Diese Beschriftungstechnologie ermöglicht Hologrammeffekte auf der beschrifteten Bauteiloberfläche. Das Verfahren kann auf Metallen, Gläsern und Halbleitern eingesetzt werden.

### Lasertiefgravur
Die Lasertiefgravur oder Lasertiefengravur wird zum Beispiel bei der Herstellung von Stempeln oder Prägewerkzeugen angewendet. Je nach Material wird eine flüssige und/oder gasförmige Phase ausgetragen. Bei kurzen intensiven Pulsen wird das Material fast ohne Wärmeeinflusszone oder Schmelze ausgetragen. Oft wird die Tiefe in mehreren Arbeitsgängen erreicht.
Es ist wie bei anderen Gravuren sowohl vektor- als auch rasterorientierte Bearbeitung möglich. Um saubere, annähernd senkrechte Kanten zu erhalten, ist es hilfreich, mehrere Bewegungsrichtungen des Laserstrahles zu benutzen.
Wegen deren Tiefe können Lasertiefgravuren nur durch Abschleifen entfernt werden. Auch nach dem Abschleifen verbleibt eine Gefügeänderung (Wärmeeinflusszone), die mit kristallografischen bzw. kriminologischen Methoden lesbar gemacht werden kann. Sie werden daher u. a. zur fälschungssicheren Prägung von Metallteilen eingesetzt. Sie sind oft auch nach dem Überlackieren lesbar.

### Glasinnengravur
Bei der Innengravur von transparenten Materialien wie Plexiglas oder Glas wird der Laser im Innern des Materials fokussiert. Nur im Fokus und in dessen unmittelbarer Nähe werden so hohe Feldstärken erreicht, dass das Material nicht mehr transparent ist und die Laserenergie absorbiert. Dadurch erhitzt sich das Material kurzzeitig lokal auf bis zu 20.000 °C. Nach dem Abkühlen bleibt eine undurchsichtige oder Licht streuende Stelle im Material zurück. Führt man den Fokus des Lasers durch das Material, lassen sich so dreidimensionale Abbildungen produzieren.

## Galerie

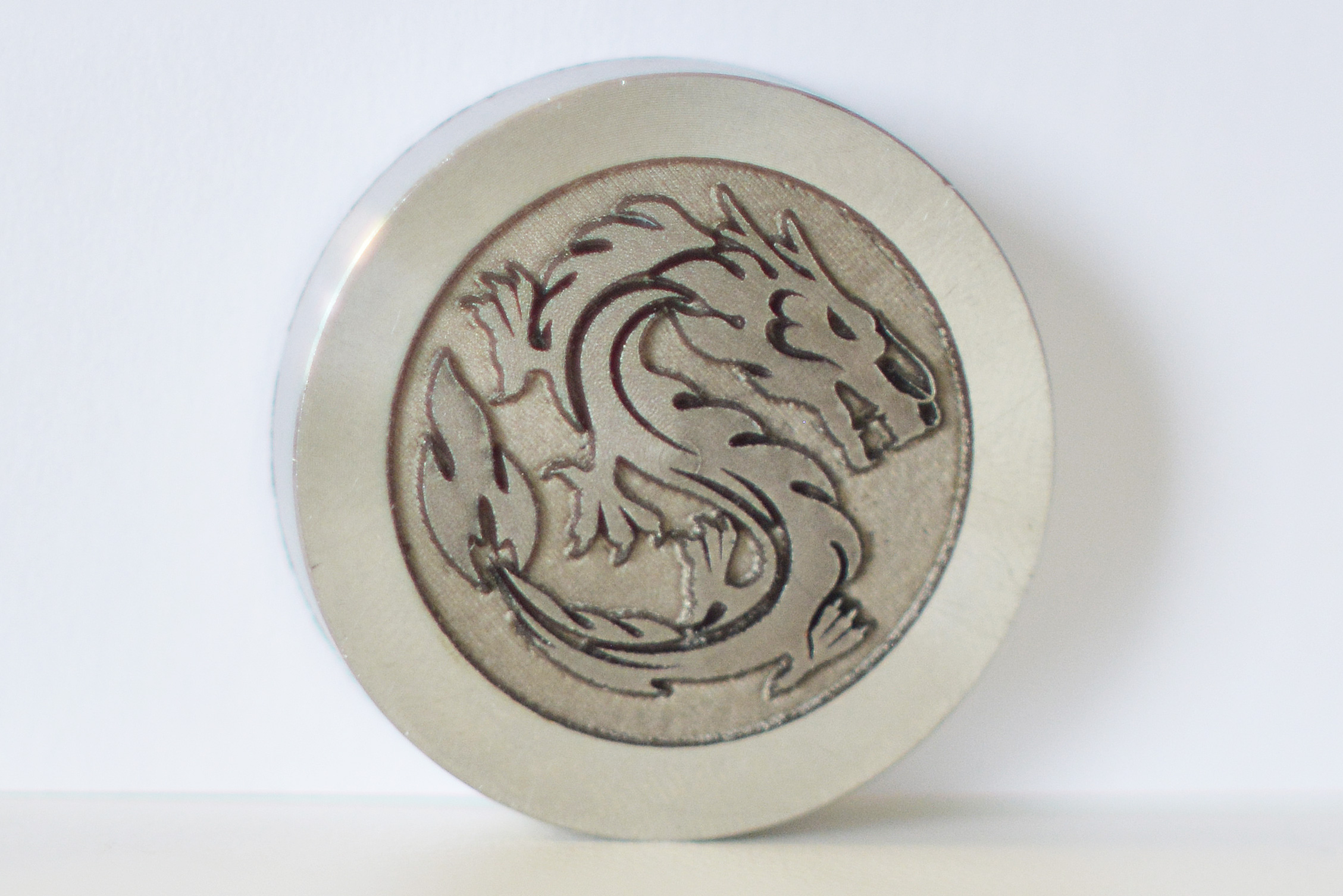
Ziergravur
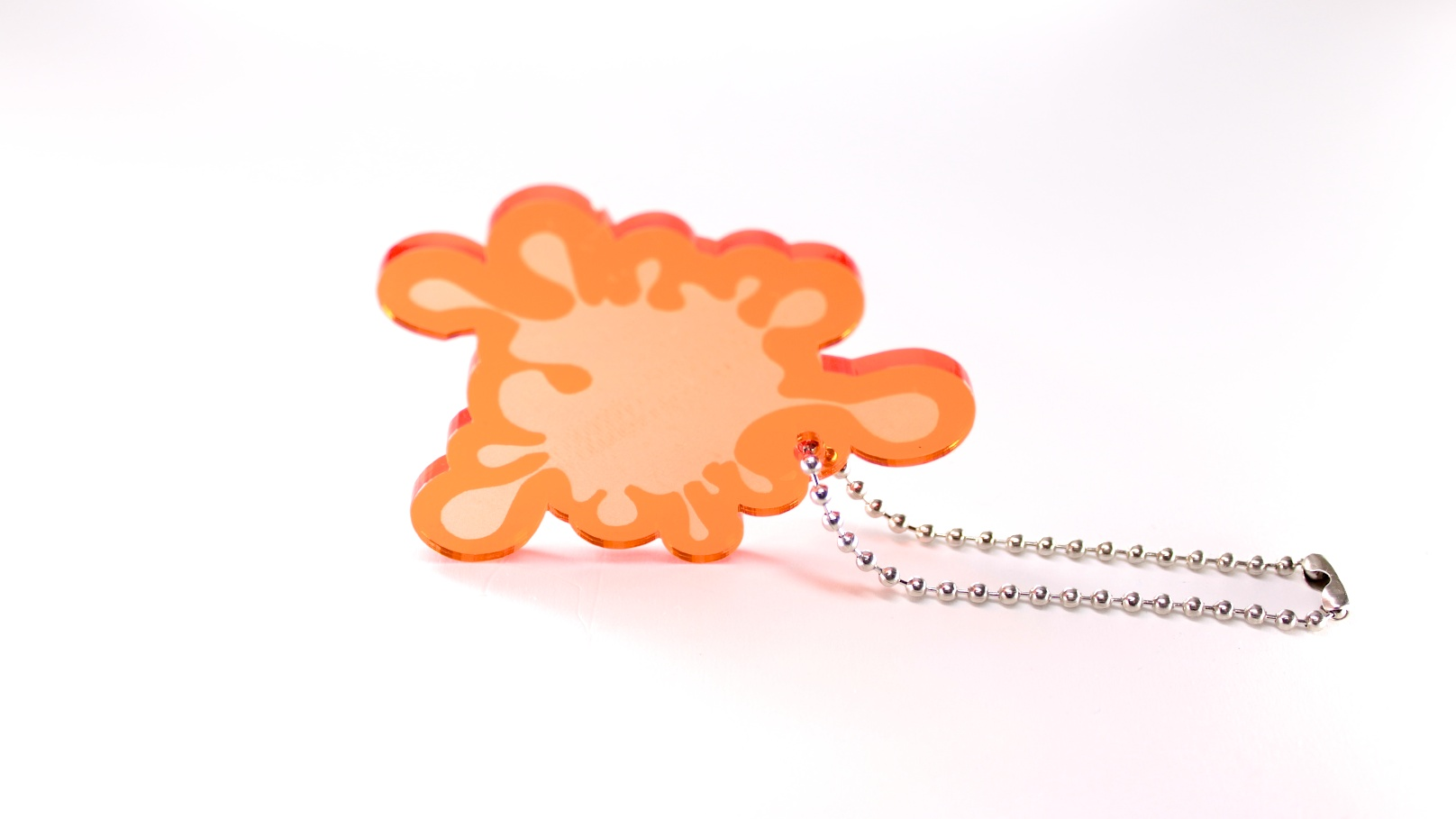
Lasergravur mittels CO2-Laserquelle auf durchgefärbtem PMMA (GS-Qualität)
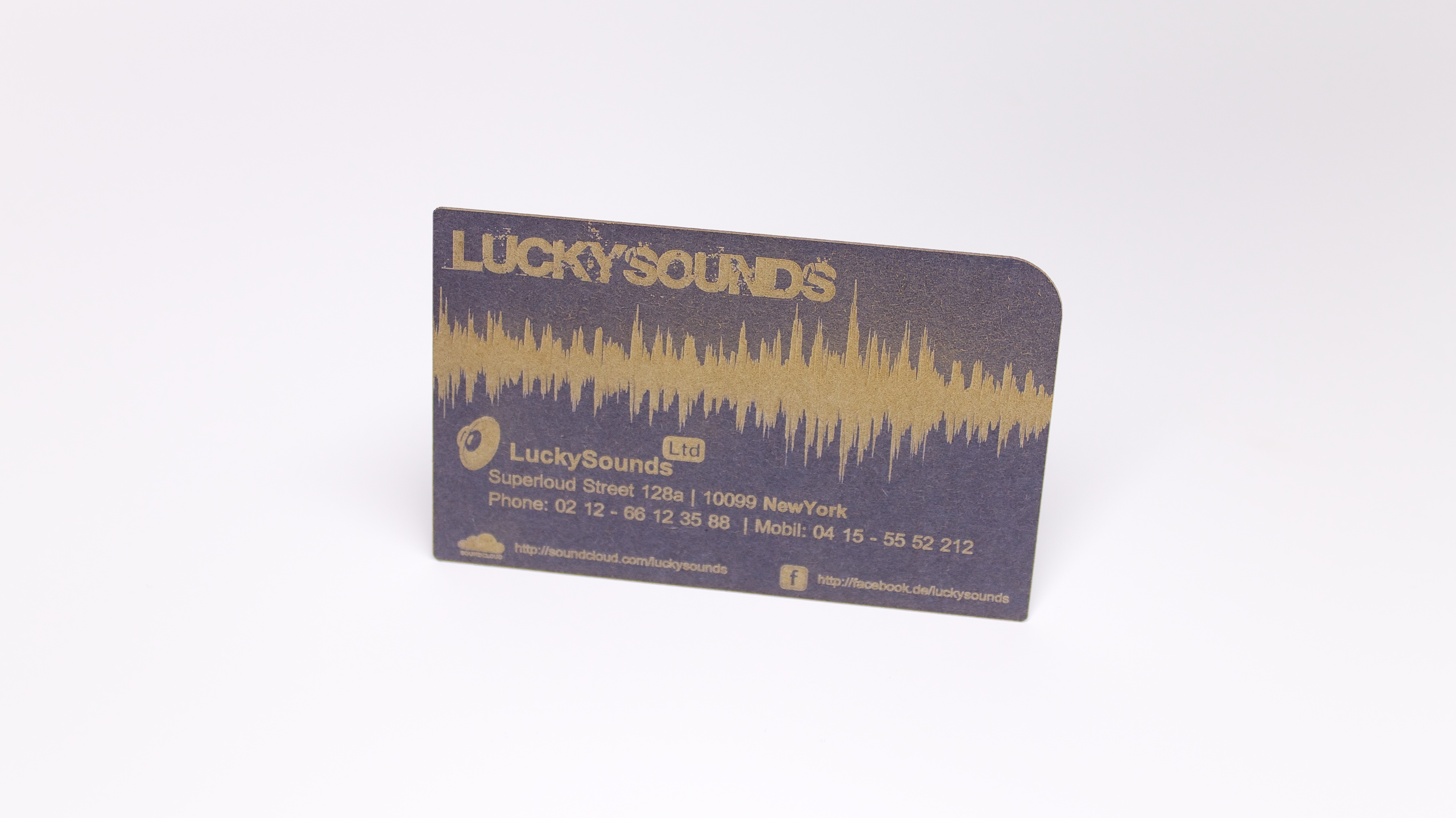
Raster-Lasergravur einer Vektordatei mittels CO2-Laserquelle auf handelsüblichem Karton
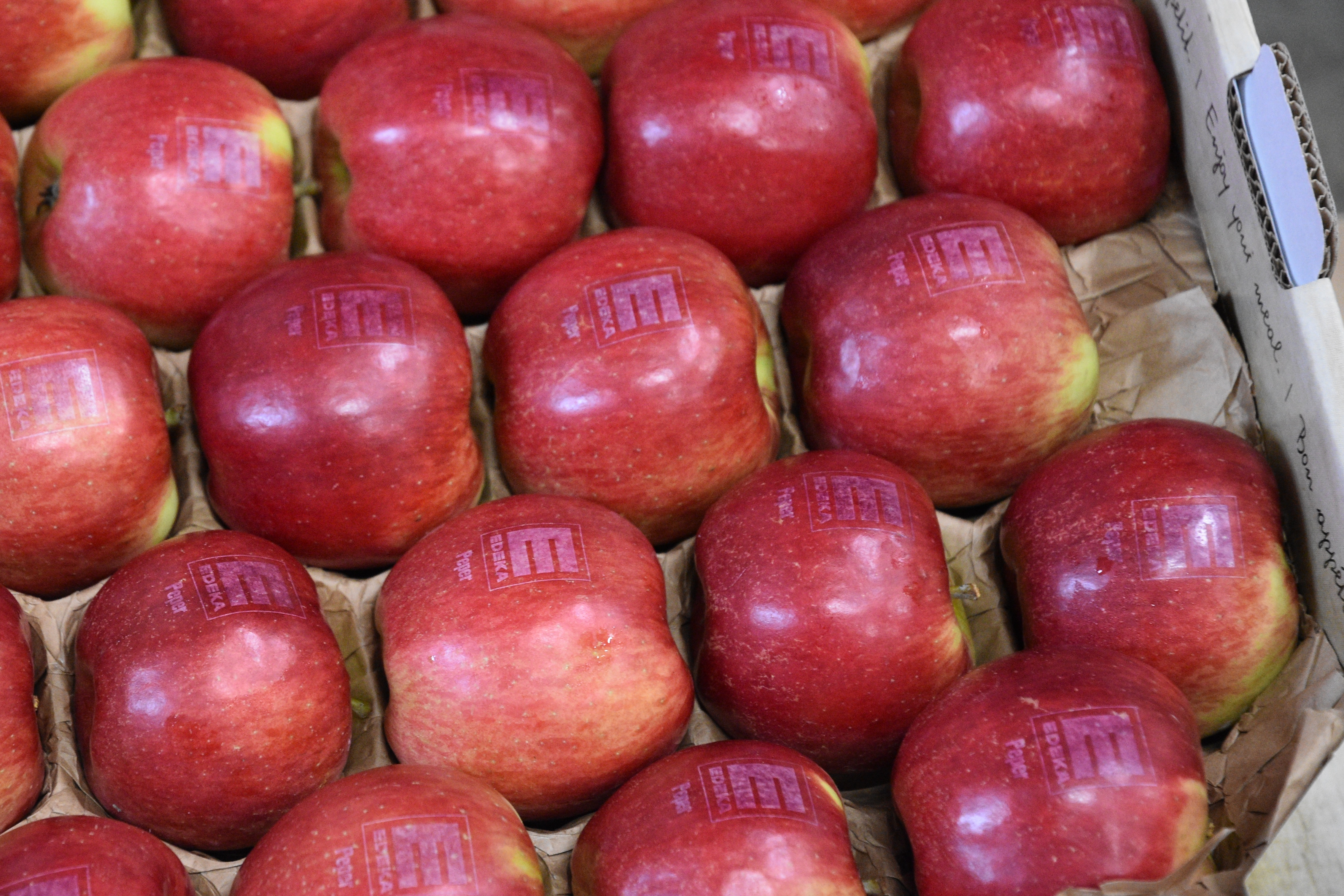
Lebensmittelgravur
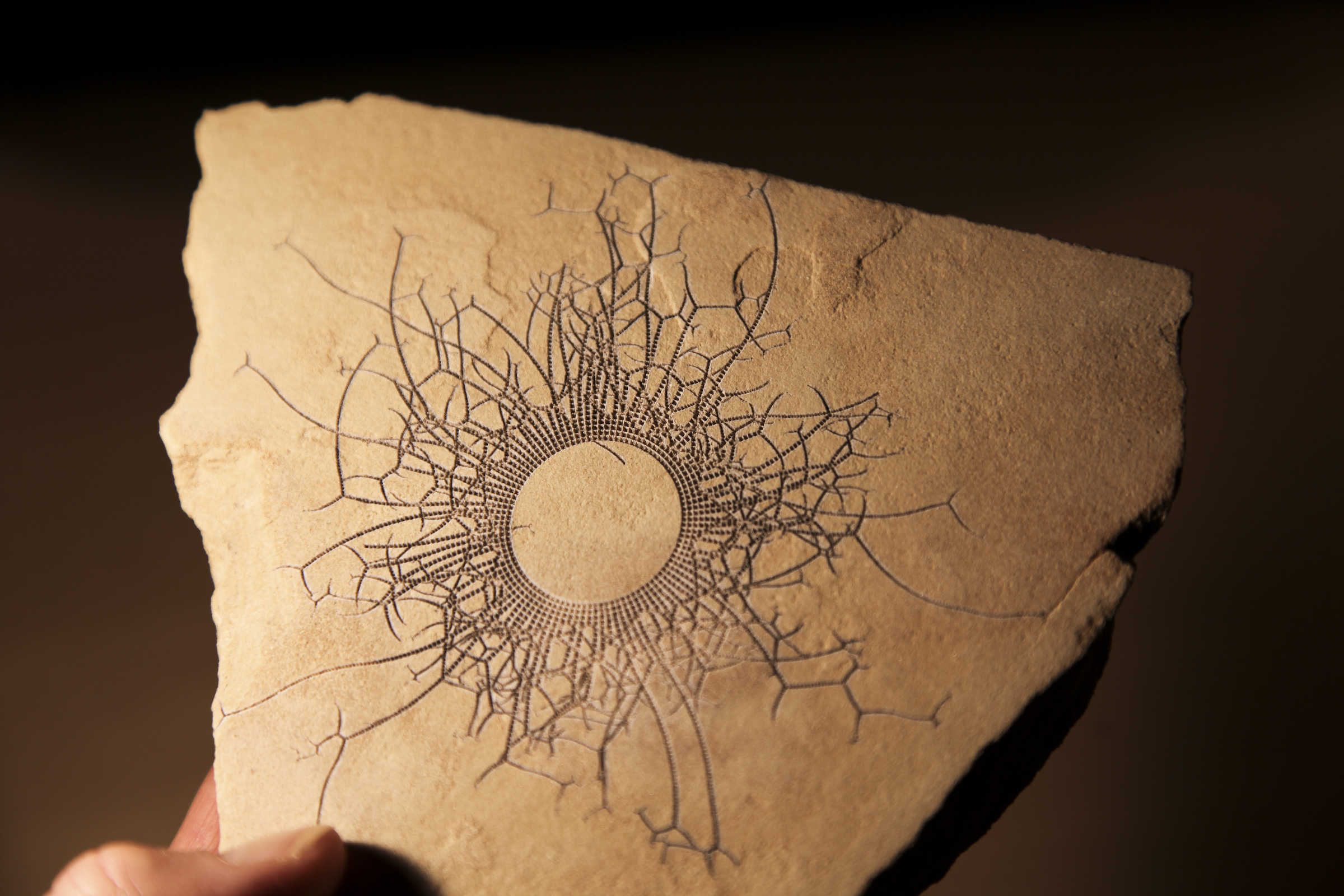
Lasergravierter Sandstein
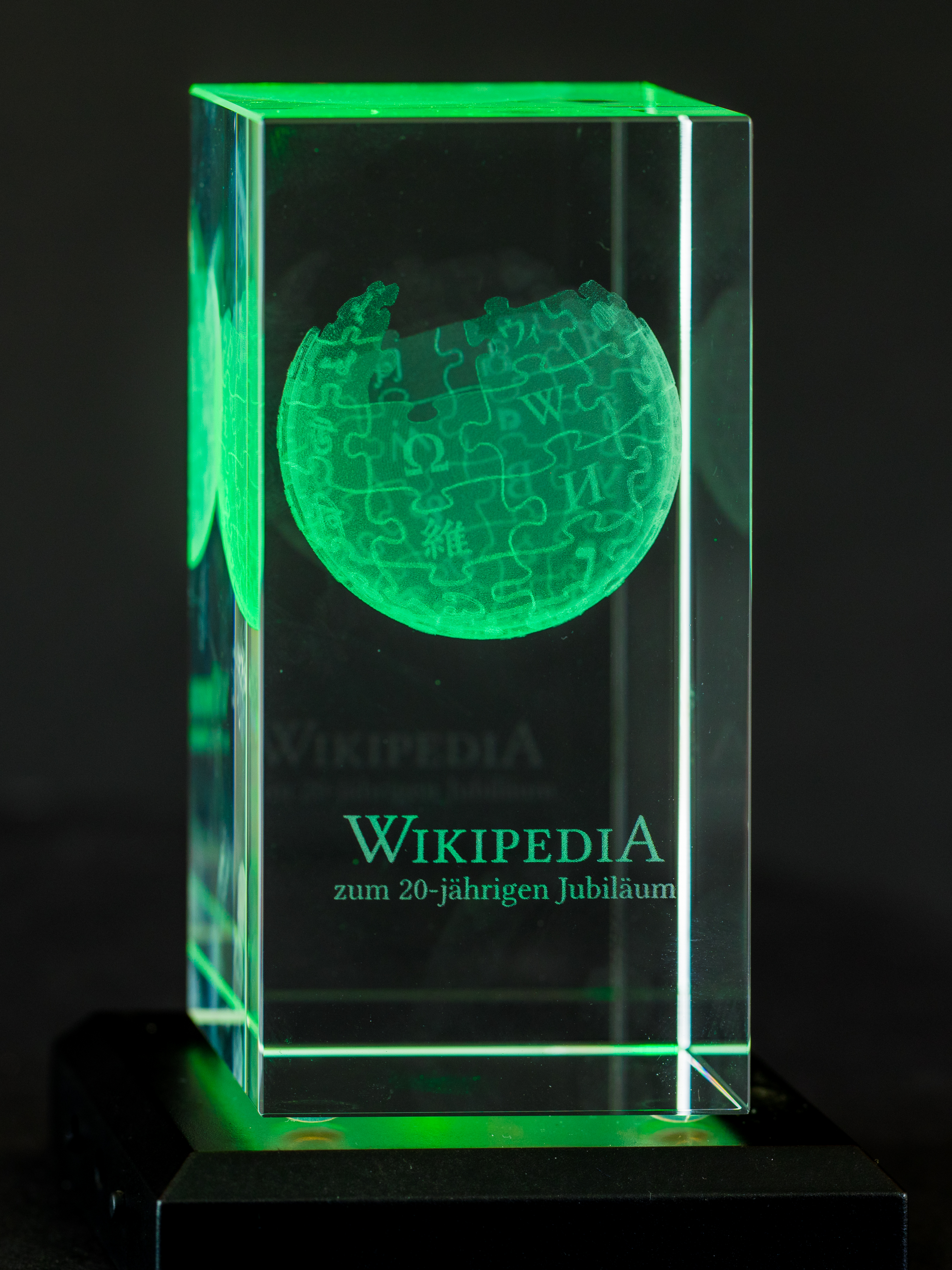
Dreidimensionales Wikipedia-Logo in einem Glaskörper
- Ablauf einer Lasergravur

## Vorteile

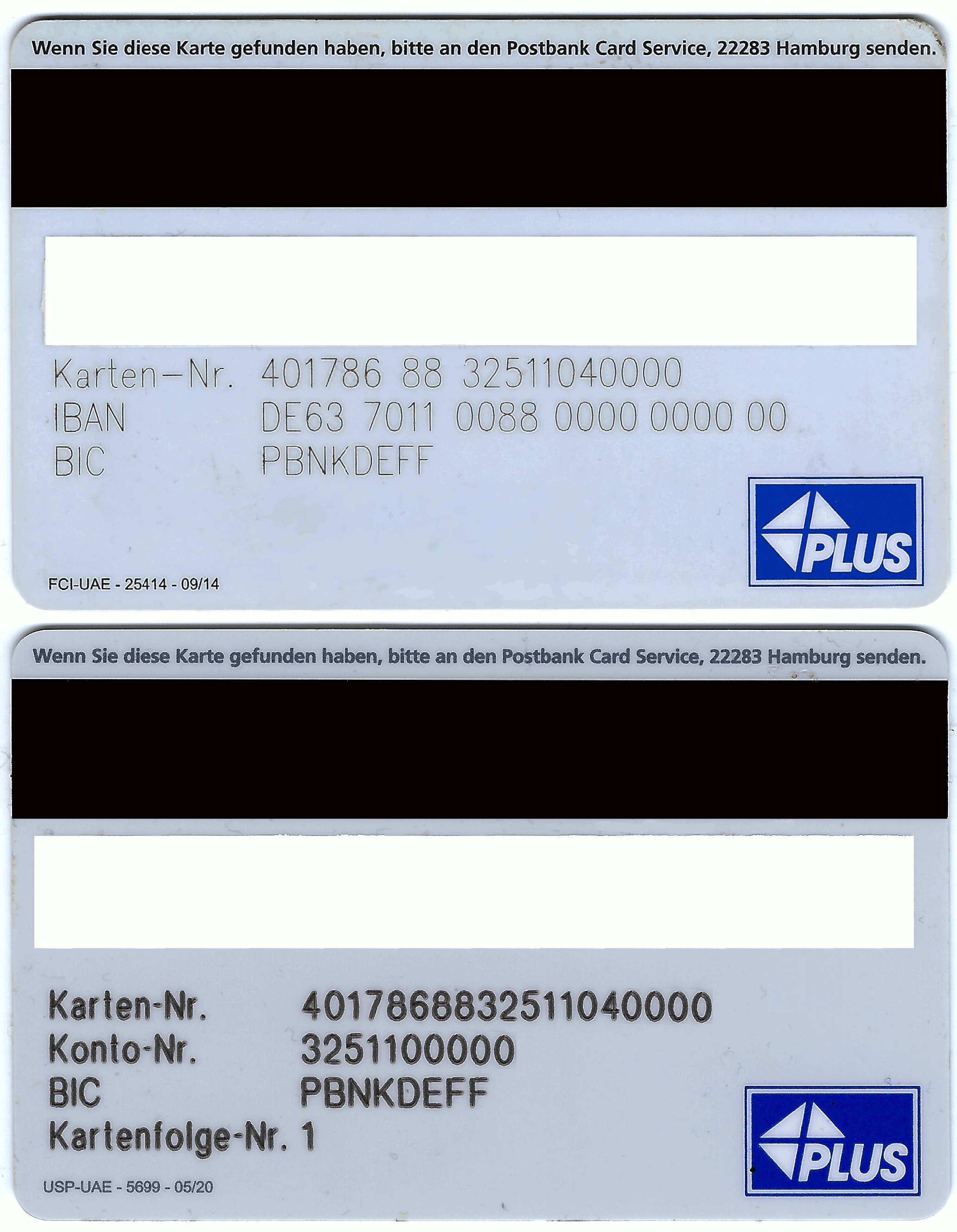
Rückseite einer Debitkarte der Postbank mit Lasergravur (oben, 2021) und konventioneller Beschriftung (unten, 2016)

- Computergestützte Lasersteuerung – Gravierung automatisierter Motive
- Haltbarkeit – Ergebnisse unempfindlich gegen Abrieb, Lösungsmittel und andere Umwelteinflüsse
- Material-Flexibilität – Acrylglas, Glas, Holz, Kunststoff, Leder, Metall, Papier, Pappe
- Berührungsloses Verfahren – keine Abnutzung, Beschriftung schwieriger Oberflächen möglich
- Sicherheitsfunktion für die unverfälschbare Gravierung von persönlichen Daten in der Fertigung von Debitkarten[4] und Personalausweisen (Laserpersonalisierung)

Mittlerweile können auch mehrfarbige Motive/Gravuren erstellt werden, beispielsweise durch die verschiedenen Reaktionen bei Laserbearbeitung auf Metall.